# カチコチキューピー
カチコチキューピーは、かつて松竹芸能で活動していた日本の女性お笑いコンビ。1997年結成、2000年解散。

## メンバー
- 中井 美智子（なかい　みちこ、1979年1月14日 - 大阪府出身、A型、身長163cm）
  - 趣味は映画鑑賞、特技は水泳とバドミントン。
- 鎌谷 真奈美（かまや　まなみ、1979年1月17日 -  大阪府出身、AB型、身長154cm）
  - 趣味は音楽鑑賞、特技はバドミントン。

## 概要
- 松竹芸能で数少ない女性お笑いコンビとして関西で活躍し漫才コンクールなどに出場していたが、2000年に解散。コンビ時代に出場したNHK「爆笑オンエアバトル」では5回出場したが5戦全敗であった。
- 緩い掛け合いによるショートコントを得意としていた。
- 2人は生年月日が3日違いである。

## ネタ
- 犬のおまわりさん
- もしもアイドルになれたのなら
- アイドルがライバルだったら・・・

## ショートコント
- 漫才コンビが2人ともツッコミだったら
- 不良
- 遺体確認
- 焼肉
- 大工さん
- 骨鳴らし
- 消毒液
- マジシャン
- 脚気
- 柔道選手の引越屋
- 犬専門病院
- セット　など

## 主な出演番組
- 爆笑オンエアバトル（NHK総合）戦績0勝5敗 最高309KB
- TVデパート（TBS系列、2000年）

## 賞歴
- 1999年 NHK上方漫才コンテスト 新人賞受賞